# Tutaekuri (fleuve)
Le fleuve Tutaekuri  (anglais : Tutaekuri River)  est un cours d’eau, qui  s’écoule à travers la région de Hawke's Bay dans l’est de l’Île du Nord de la Nouvelle-Zélande.

## Géographie
Il s’écoule vers l’est à partir de la chaîne Kaweka Range, rejoignant l’Océan Pacifique juste au sud de la ville de Napier et celle de  de Taradale, où le fleuve Ngaruroro et le fleuve Clive se  joignent à elle.
Commençant grossièrement à 50 kilomètres au nord-est de la ville de Taihape, le fleuve Tutaekuri s’écoule sur une longueur de 99,9 kilomètres.
Les Ngāti Paarau, qui est le hapū (sous-tribu locale), étaient supposé disposer d’importantes réserves de nourriture provenant de la rivière. Les Tribus tels que les Ngāti Pahauwera voyageaient aussi sur cette rivière pour partager nourriture et commerce.

## Redirection du parcours
Jusqu’en 1931, la partie inférieure du fleuve Tutaekuri s’écoulait vers le nord, suivant son trajet initial (vers la localisation actuelle la ville de Taradale) et se jetait dans Ahuriri Harbour. Lors du tremblement de terre de Hawke's Bay, les terrains sous-jacents à Ahuriri Harbour furent considérablement surélevés. La rivière fut forcée de chercher une route  alternative et commença à refouler. Les résidents de Hawke's Bay ont donc creusé un chenal alternatif pour la relier au fleuve  Ngaruroro dans lequel il se jette encore actuellement .